# Margaritasiet
Het mineraal margaritasiet is een relatief zeldzaam gehydrateerd cesium-kalium-hydroxonium-uranium-vanadaat met de chemische formule (Cs,K,H3O+)2(UO2)2V2O8·H2O.

## Naamgeving en ontdekking
Margaritasiet werd genoemd naar de uraniumrijke Margaritas-afzetting in de staat Chihuahua (Mexico). Het mineraal werd in 1982 ontdekt en voor het eerst beschreven.

## Eigenschappen
Het gele margaritasiet heeft een monoklien kristalstelsel. De kristallen komen als kleine korstvormige aggregaten voor. De hardheid is 2 op de schaal van Mohs en de relatieve dichtheid bedraagt 5,41 g/cm³.
Margaritasiet is niet magnetisch, maar wel zeer sterk radioactief (gamma ray-waarde van 3.550.271,38).

## Voorkomen
Margaritasiet wordt voornamelijk aangetroffen in fumarole-afzettingen in ryoliet.